# Monument a Sant Sebastià
El Monument a Sant Sebastià és una obra de Moià inclosa a l'Inventari del Patrimoni Arquitectònic de Catalunya.

## Descripció
Templet flanquejat per dues columnes cilíndriques de fust llis, amb dintell de pedra. Centra el conjunt una imatge de Sant Sebastià feta en pedra, molt malmesa i mutilada, ja que li manquen tant les extremitats superiors com les inferiors. La façana presenta el tors nu i una lleugera torsió cap a la dreta. El rostre reflecteix un noi jove amb cabells llargs que li cauen per damunt de l'esquena. Dita imatge es recolza en un pedestal, igualment de pedra.

## Història
Aquesta imatge presidia la façana del temple de Sant Sebastià, ubicat en aquest mateix indret, i aterrat durant la guerra civil (1936-39). Segons resa una placa al peu del monument aquest fou aixecat com a «ofrenda de la villa de Moyá a su patrón Sant Sebastián en desagravio de la profanación sufrida en 1936, 29.01.54».